# Kōichi Sugiyama (Fußballspieler)
Kōichi Sugiyama (jap. 杉山 弘一, Sugiyama Kōichi; * 27. Oktober 1971 in der Präfektur Osaka) ist ein ehemaliger japanischer Fußballspieler.

## Karriere

### Spieler
Sugiyama erlernte das Fußballspielen in der Schulmannschaft der Takatsuki Minami High School und der Universitätsmannschaft der Osaka University of Commerce. Seinen ersten Vertrag unterschrieb er 1994 bei den Urawa Red Diamonds. Der Verein spielte in der höchsten Liga des Landes, der J1 League. Für den Verein absolvierte er 106 Erstligaspiele. 1999 wechselte er zum Ligakonkurrenten Tokyo Verdy. Für den Verein absolvierte er 63 Erstligaspiele. 2003 wechselte er zum Zweitligisten Albirex Niigata. Ende 2003 beendete er seine Karriere als Fußballspieler.

### Trainer
Kōichi Sugiyama übernahm am 1. Februar 2010 das Traineramt bei Albirex Niigata. Der Verein aus Niigata spielte in der Ersten japanischen Liga. Hier stand er bis Januar 2014 unter Vertrag. Im August 2014 zog es ihn nach Thailand, wo er einen Vertrag beim Ayutthaya FC unterschrieb. Mit dem Verein aus Ayutthaya spielte er in der Zweiten Liga. Nach der Saison wurde sein Vertrag nicht verlängert. Im Februar 2015 ging er zu Kashiwa Reysol. Bei dem Verein aus Kashiwa, der in der ersten Liga spielte, war er Co-Trainer von Tatsuma Yoshida. Nach der Saison ging er wieder nach Thailand, wo er einen Vertrag als Cheftrainer beim Erstligisten BBCU FC in Bangkok unterschrieb. Bis Ende April stand er siebenmal an der Seitenlinie. Ende April wechselte er zum Ligakonkurrenten Chainat Hornbill FC. Nach acht Erstligaspielen verließ er den Verein am 20. Juni 2016. Der japanische Drittligist Blaublitz Akita nahm ihn Anfang 2017 unter Vertrag. 2017 feierte er mit dem Verein aus Akita die Meisterschaft der Dritten Liga. Nach zwei Jahren wechselte er 2019 zum Nara Club. Nach einem Jahr unterschrieb er beim Zweitligisten Kyōto Sanga einen Vertrag als Co-Trainer.

## Erfolge

### Trainer
Blaublitz Akita
- J3 League: 2017